# هارولد إل. ناش
هارولد إل. نـاش (بالإنجليزية: Harold L. Nash)‏ هو مهندس وسياسي أمريكي، ولد في 5 مارس 1892 في نوروولك في الولايات المتحدة، وتوفي في يناير 1975. حزبياً، نشط في الحزب الجمهوري.